# Bossosrivier
Bossosrivier (Bossosjåkka / Pássusjohka) is een rivier die stroomt in de Zweedse  gemeente Kiruna. De rivier ontvangt het water van de noordoostelijke hellingen van de Bossosberg. De rivier stroomt naar het noordwesten. Ze stroomt na 10 kilometer de Alesrivier in.
Afwatering: Bossosrivier → Alesrivier → Torne → Botnische Golf